# Aeroportul Mogador
Aeroportul Mogador (IATA: ESU, ICAO: GMMI) este un aeroport din Regiunea Marrakech-Tensift-Al Haouz, Maroc ce deservește zona Essaouira. Aeroportul a fost tranzitat în 2022 de 96.354 de pasageri.
Situat la o altitudine de 117 m, aeroportul dispune de 1 pistă. Este operat de Moroccan Airports Authority⁠(d).

## Infrastructură

### Piste
Aeroportul dispune de o singură pistă. Pista are orientarea 16/34. 